# Sölllandl
Sölllandl (auch Söllandl oder Sölland) bezeichnet im lokalen Sprachgebrauch die geographische Ausdehnung über die Gemeinden Söll (Tirol), Scheffau am Wilden Kaiser, Ellmau und Going am Wilden Kaiser im Tiroler Unterland zwischen Wörgl und St. Johann in Tirol.

## Geographie
Die Talschaft bildet am Ellmauer Sattel auch die Wasserscheide zwischen Inn und Großache (beziehungsweise Kitzbühler Ache in diesem Flussabschnitt), bei Söll ist die Wasserscheide der Weißache des Sölllandls und der Brixentaler Ache. Gleichzeitig trennt das Sölllandl die Kalkalpen des Pölven und des Wilden Kaisers im Norden von den Schiefer-Gebirgen der Grauwackenzone, hier den Kitzbühler Alpen mit der Hohen Salve ganz im Westen. Die Weißache, die südlich von Ellmau entspringt, entwässert den  mittleren Teil des Sölllandls, biegt kurz vor Söll, begleitet von der Eiberg Straße, dann nach Norden zum Inn hin ab. Im westlichsten Teil fließt der Luecher Bach, bis er oberhalb von Wörgl in die Brixentaler Ache mündet. Die Reither Ache, aus Süden kommend und vom Goinger Hausbach gespeist, der von der Wochenbrunner Alp herunterzieht, fließt dann nach St. Johann zur Großache hin ins Leukental.
Nachbarregionen:
| Unterinntal: Kufsteiner Becken | Kaisertal–Kaiserbachtal Kaisergebirge       |                                |
| Unterinntal · Pölven           | Kompassrose, die auf Nachbargemeinden zeigt | Leukental: St. Johanner Becken |
| Unterinntal: Wörgler Becken    | Hohe Salve Brixental                        |                                |

## Gemeinden
Im Sölllandl liegen (von West nach Ost) die Gemeinden Söll, Scheffau am Wilden Kaiser, Ellmau und Going am Wilden Kaiser. Diese vier Gemeinden bilden zusammen den Planungsverband Wilder Kaiser mit zusammen 9727 Einwohnern (Stand 2017) und einer Fläche von 134,4 km², davon 30,8 % Dauersiedlungsraum.

## Wirtschaft und Verkehr
Der Haupterwerbszweig im Sölllandl ist der Tourismus. Im Norden erstreckt sich das großteils als Naturschutzgebiet ausgewiesene Kaisergebirge, auf der südlichen Talseite befindet sich mit der SkiWelt Wilder Kaiser – Brixental eines der größten zusammenhängenden Schigebiete Tirols. Es stehen rund 12.700 Gästebetten zur Verfügung, im Jahr 2016 wurden mehr als 2 Millionen Nächtigungen, zu gleichen Teilen im Winter und im Sommer, gezählt.
Die Landschaft ist eine wichtige Ost-West-Verbindung, die von der Loferer Straße (B 178) durchzogen wird.